# Vernon (Ardèche)
Pour les articles homonymes, voir Vernon.
Vernon est une commune française, située dans le département de l'Ardèche en région Auvergne-Rhône-Alpes.

## Géographie

### Situation et description
Vernon est une petite commune à l'aspect essentiellement rural, rattachée à la Communauté de communes du Pays Beaume-Drobie, situé dans la partie méridionale du département de l'Ardèche. Les terrasses de Vernon surplombent la vallée de la Beaume elles sont orientées vers le sud ou le sud-ouest.

### Géologie et relief
Des grès favorables à la vigne comme aux châtaigniers.
Protégés par les riverains, des lieux classès, comme un abri sous roche( inventorié par Jos Jullien), une cascade et des formations géologiques exceptionnelles ( les tétines de Baumicou).

### Climat
Pour des articles plus généraux, voir Climat d'Auvergne-Rhône-Alpes et Climat de l'Ardèche.
En 2010, le climat de la commune est de type climat méditerranéen franc, selon une étude du CNRS s'appuyant sur une série de données couvrant la période 1971-2000. En 2020, Météo-France publie une typologie des climats de la France métropolitaine dans laquelle la commune est exposée à un climat de montagne ou de marges de montagne et est dans la région climatique  Provence, Languedoc-Roussillon, caractérisée par une pluviométrie faible en été, un très bon ensoleillement (2 600 h/an), un été chaud (21,5 °C), un air très sec en été, sec en toutes saisons, des vents forts (fréquence de 40 à 50 % de vents > 5 m/s) et peu de brouillards. 
Pour la période 1971-2000, la température annuelle moyenne est de 12,4 °C, avec une amplitude thermique annuelle de 17,3 °C. Le cumul annuel moyen de précipitations est de 1 267 mm, avec 7,7 jours de précipitations en janvier et 4,4 jours en juillet. Pour la période 1991-2020, la température moyenne annuelle observée sur la station météorologique de Météo-France la plus proche, « Lablachère Drome », sur la commune de Lablachère à 5 km à vol d'oiseau, est de 13,5 °C et le cumul annuel moyen de précipitations est de 1 142,0 mm,. Pour l'avenir, les paramètres climatiques de la commune estimés pour 2050 selon différents scénarios d'émission de gaz à effet de serre sont consultables sur un site dédié publié par Météo-France en novembre 2022.

### Hydrographie
Le territoire de la commune est arrosé par l'Alune.

### Voies de communication
Le territoire communal est traversé par la route départementale 303 (RD303).

## Urbanisme

### Typologie
Au 1er janvier 2024, Vernon est catégorisée commune rurale à habitat dispersé, selon la nouvelle grille communale de densité à 7 niveaux définie par l'Insee en 2022.
Elle appartient à l'unité urbaine d'Aubenas, une agglomération intra-départementale dont elle est une commune de la banlieue,. La commune est en outre hors attraction des villes,.

### Occupation des sols
L'occupation des sols de la commune, telle qu'elle ressort de la base de données européenne d’occupation biophysique des sols Corine Land Cover (CLC), est marquée par l'importance des forêts et milieux semi-naturels (51,3 % en 2018), une proportion identique à celle de 1990 (51,3 %). La répartition détaillée en 2018 est la suivante : zones agricoles hétérogènes (48,3 %), forêts (36,2 %), milieux à végétation arbustive et/ou herbacée (15,1 %), prairies (0,4 %).
L'évolution de l’occupation des sols de la commune et de ses infrastructures peut être observée sur les différentes représentations cartographiques du territoire : la carte de Cassini (XVIIIe siècle), la carte d'état-major (1820-1866) et les cartes ou photos aériennes de l'IGN pour la période actuelle (1950 à aujourd'hui).

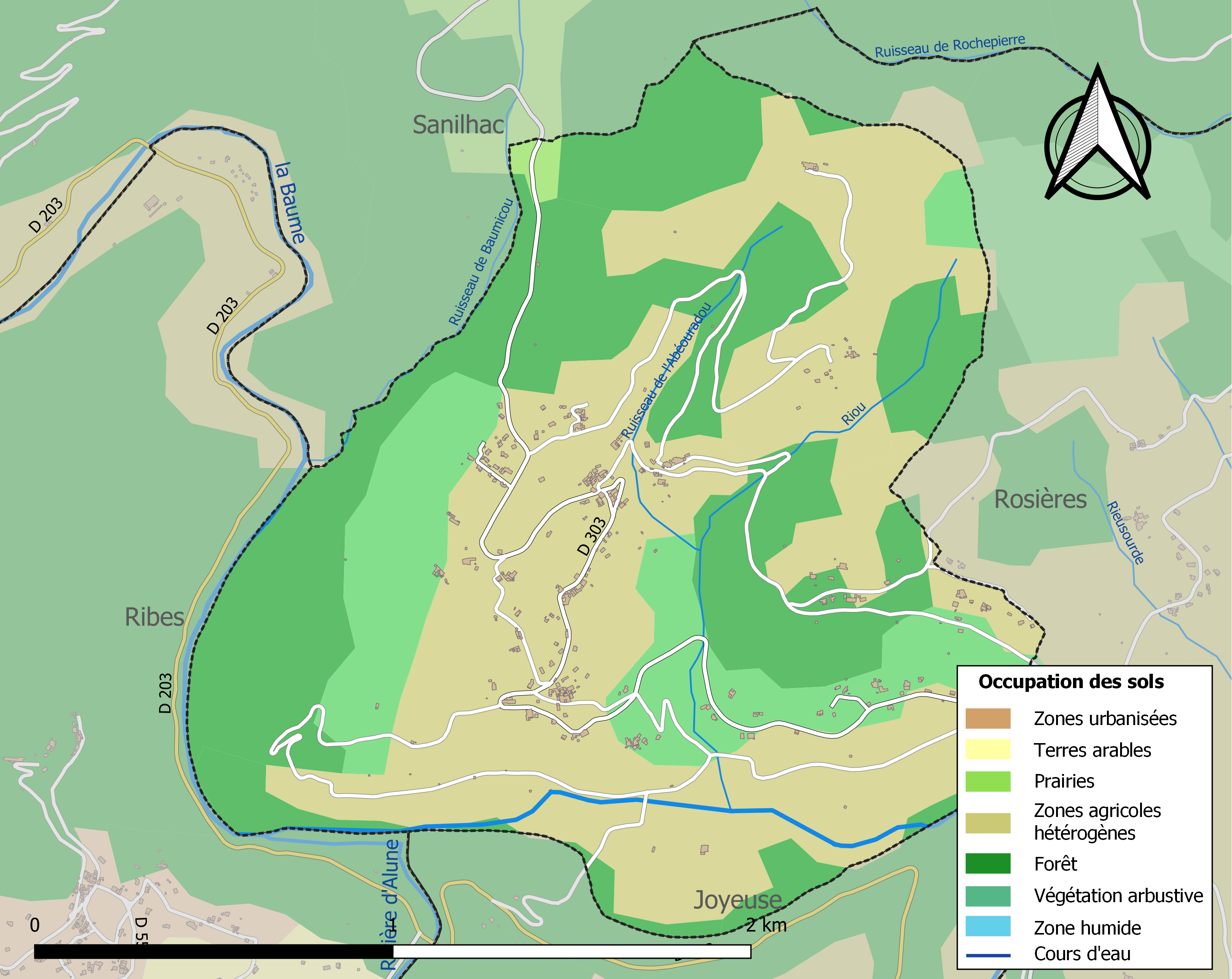
Carte des infrastructures et de l'occupation des sols de la commune en 2018 (CLC).

## Toponymie
Ce nom est issu du gaulois verno, « aulne », mot qui est d'ailleurs resté dans l'occitan verne et le français régional, avec le même sens.

## Histoire

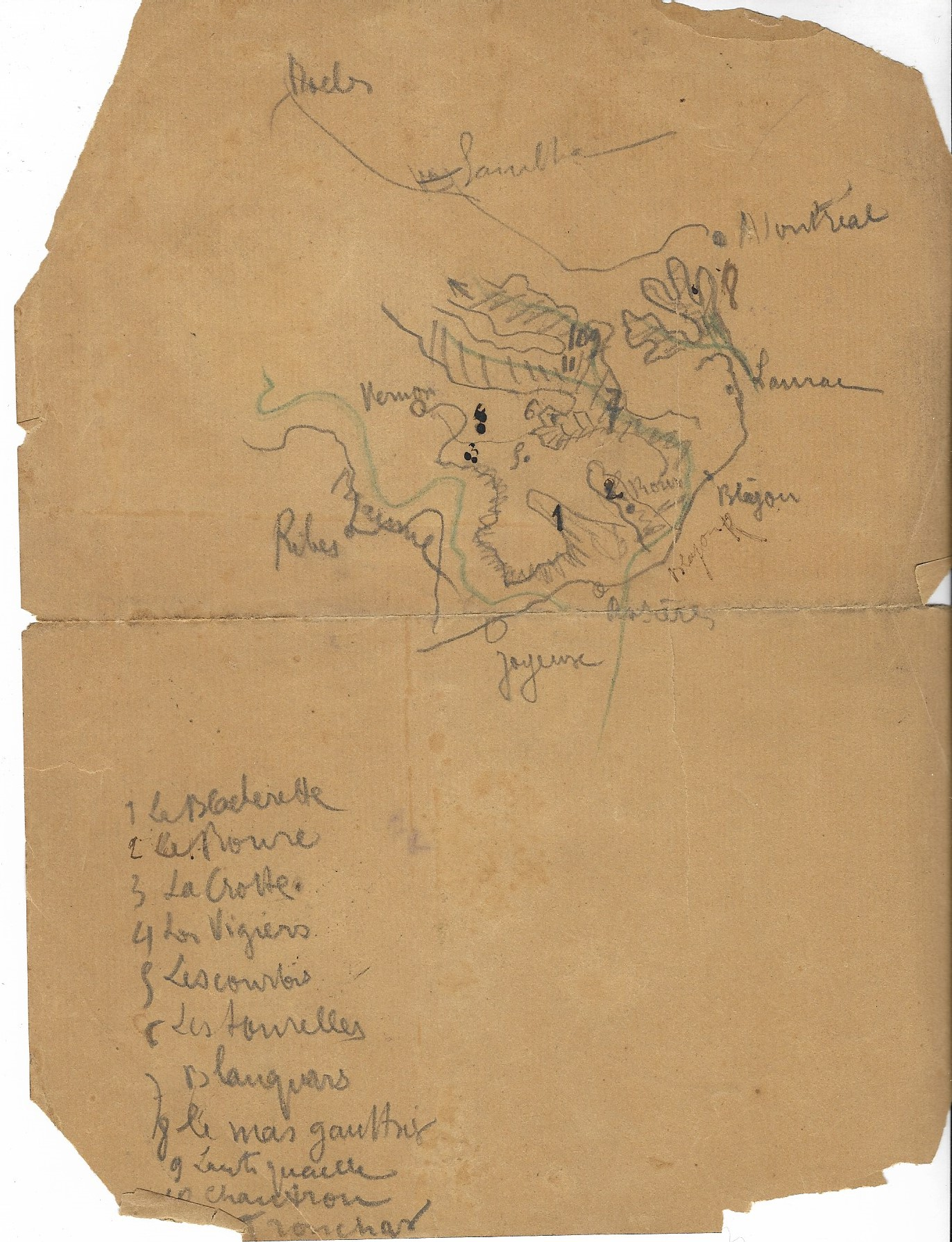
Manuscrit représentant la région de Joyeuse au XIXe siècle.

### Préhistoire
Un abri sous roche fouillé par le docteur Jullien en 1910 sur la rive gauche de la Beaume au niveau du confluent avec l'Alune.

### Moyen Âge
- Béraud d'Agrain, né en 1335, fils de Eustache-Olivier d'Agrain, épouse en 1365, Catherine de Vernon au château de Vernon.

### Temps modernes
- aux temps modernes sont rattachés les noms des familles allièes Chanaleilles et Ginestous. Les Ginestous de Vernon s'éteignent en 1762 à la mort de Louis de Ginestoux.

Citons Albin Mazon : "Une ordonnance concernant Vernon, en date du 29 septembre 1678, nous apprend que les seigneurs de Vernon étaient alors : « très haute, très puissante et très illustre princesse, mademoiselle Marie de Lorraine, duchesse de Joyeuse et de Guise, princesse de Joinville, dame dominante du château et mandement de Vernon ; messire Guillaume de Chanaleilles, seigneur du Sault, Jagonac et la Saumès ; messire Guillaume de Ginestoux, seigneur du Pièbre, le Castanet et Boziges ; les hoirs de noble Louis d’Agrain, sieur de Ubacs, co-seigneur du château et mandement de Vernon »."
- au XVIIIe siècle, la famille Dussargues de Vernon rachète le château à la comtesse de Marsan devant Comte, notaire la seigneurie de Vernon et les terres du Bas-Balbiac[16].
- Plus près de nous, la famille Vielfaure.

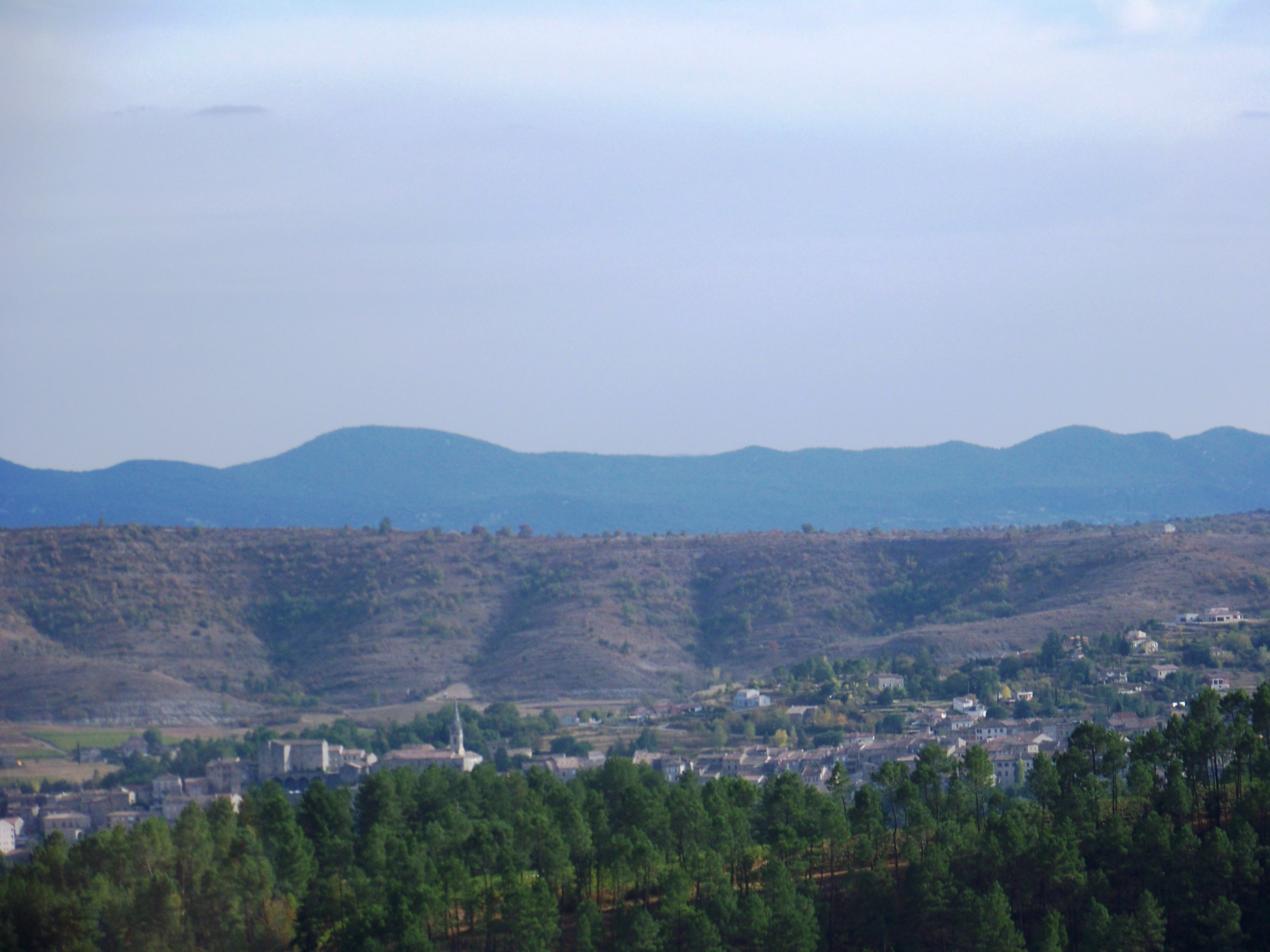
Joyeuse, vue des côtes de Vernon.

## Politique et administration

### Tendances politiques et résultats
En mars 2014, les 11 postes de conseillers municipaux sont pourvus au premier tour.

### Liste des maires
| Période                                  | Période   | Identité            | Étiquette | Qualité             |
| ---------------------------------------- | --------- | ------------------- | --------- | ------------------- |
| Les données manquantes sont à compléter. |           |                     |           |                     |
| vers 1814                                |           | Louis Vielfaure     |           |                     |
| 1947                                     | 1965      | Émile Allamel       | DVD       | Agriculteur         |
| 1965                                     | 1989      | Henri Allamel       | DVD       | Agriculteur         |
| ?                                        | juin 1995 | Michel Dusserre     |           | Enseignant          |
| juin 1995                                | mars 2001 | Jean-Jacques Gohier | DVD       | Notaire             |
| mars 2001                                | mai 2020  | Richard Allamel     | DVD       | Agriculteur         |
| mai 2020                                 | En cours  | Alexandre Faure     | MoDem     | Exploitant agricole |

## Population et société

### Démographie
L'évolution du nombre d'habitants est connue à travers les recensements de la population effectués dans la commune depuis 1793. Pour les communes de moins de 10 000 habitants, une enquête de recensement portant sur toute la population est réalisée tous les cinq ans, les populations de référence des années intermédiaires étant quant à elles estimées par interpolation ou extrapolation. Pour la commune, le premier recensement exhaustif entrant dans le cadre du nouveau dispositif a été réalisé en 2004.

En 2022, la commune comptait 223 habitants, en évolution de −5,51 % par rapport à 2016 (Ardèche : +2,48 %, France hors Mayotte : +2,11 %).
| 1793 | 1800 | 1806 | 1821 | 1831 | 1836  | 1841  | 1846  | 1851  |
| ---- | ---- | ---- | ---- | ---- | ----- | ----- | ----- | ----- |
| 420  | 355  | 408  | 424  | 502  | 1 545 | 1 401 | 1 536 | 1 533 |

| 1856  | 1861  | 1866  | 1872 | 1876 | 1881 | 1886 | 1891 | 1896 |
| ----- | ----- | ----- | ---- | ---- | ---- | ---- | ---- | ---- |
| 1 531 | 1 510 | 1 278 | 410  | 369  | 409  | 349  | 341  | 320  |

| 1901 | 1906 | 1911 | 1921 | 1926 | 1931 | 1936 | 1946 | 1954 |
| ---- | ---- | ---- | ---- | ---- | ---- | ---- | ---- | ---- |
| 295  | 303  | 286  | 244  | 226  | 234  | 217  | 207  | 198  |

| 1962 | 1968 | 1975 | 1982 | 1990 | 1999 | 2004 | 2006 | 2009 |
| ---- | ---- | ---- | ---- | ---- | ---- | ---- | ---- | ---- |
| 184  | 192  | 166  | 170  | 185  | 203  | 215  | 213  | 220  |

| 2014 | 2019 | 2022 | - | - | - | - | - | - |
| ---- | ---- | ---- | - | - | - | - | - | - |
| 234  | 225  | 223  | - | - | - | - | - | - |

### Enseignement
La commune est rattachée à l'académie de Grenoble.

## Culture locale et patrimoine

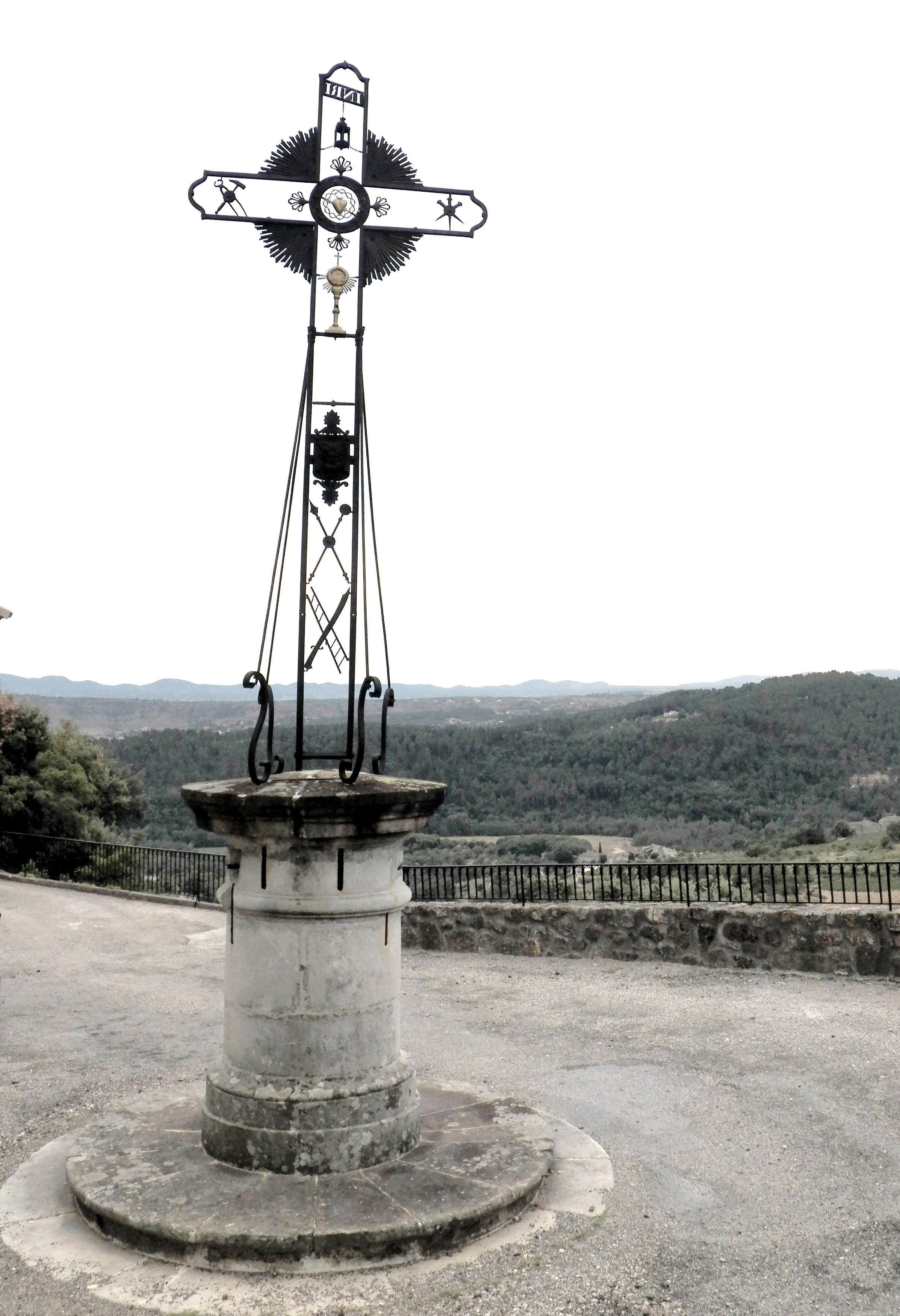
Croix de l'église.

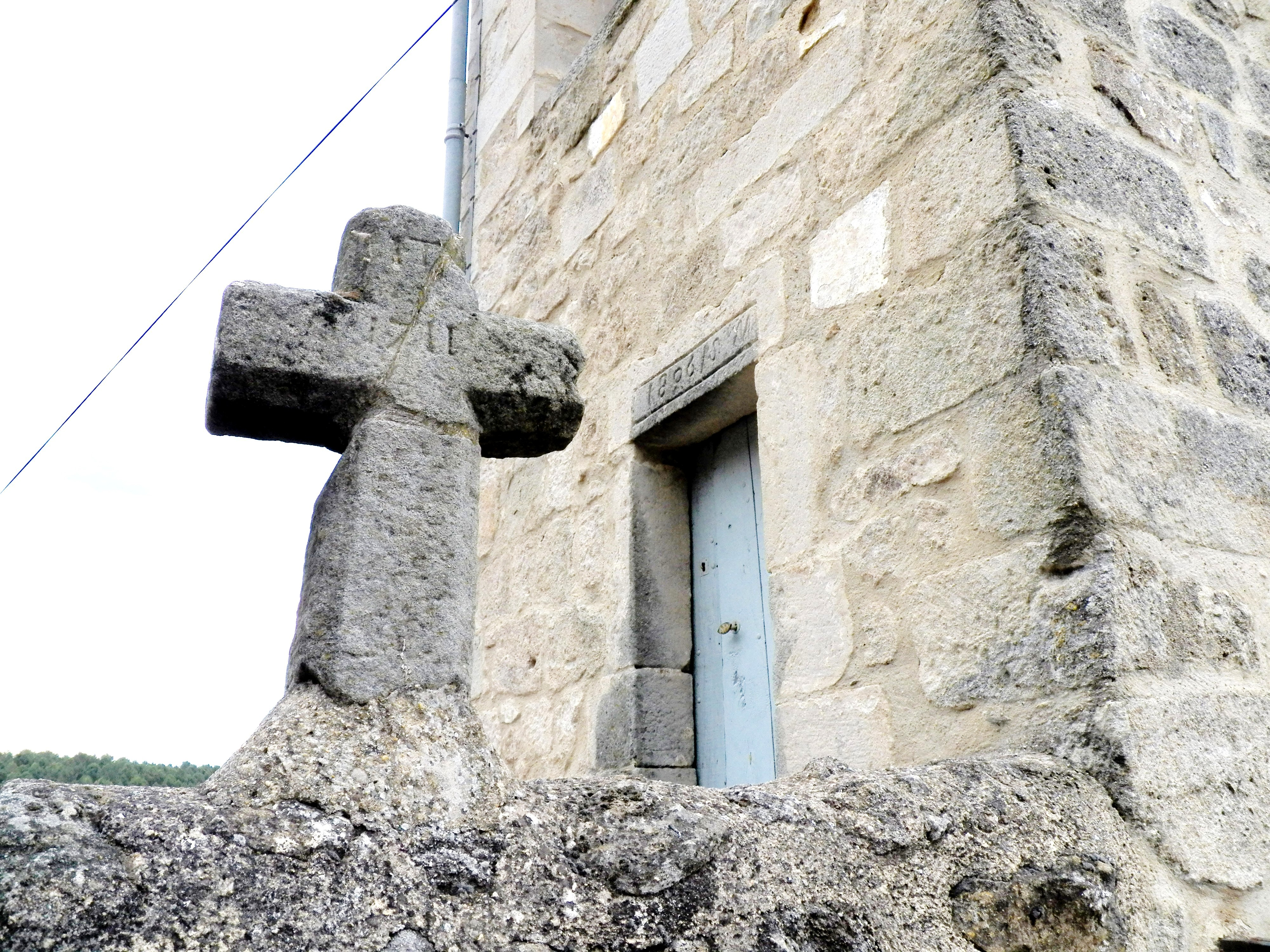
Croix du clocher.

### Lieux et monuments
- Le château fut la propriété de la famille de Ginestoux qui l'a vendu en 1764 à Louis-Auguste Dussargues de Vernon, lequel le vend à son épouse Adèle-Christine de Vanel de Lisleroi le 3 mai 1816, vente contestée par Joseph-Guillaume d'Allamel de Bournet demeurant à Joyeuse[16].
- La cascade de Beaumicou[22]. Abris sous roche en grès.
- L'église Saint-Michel (1432).

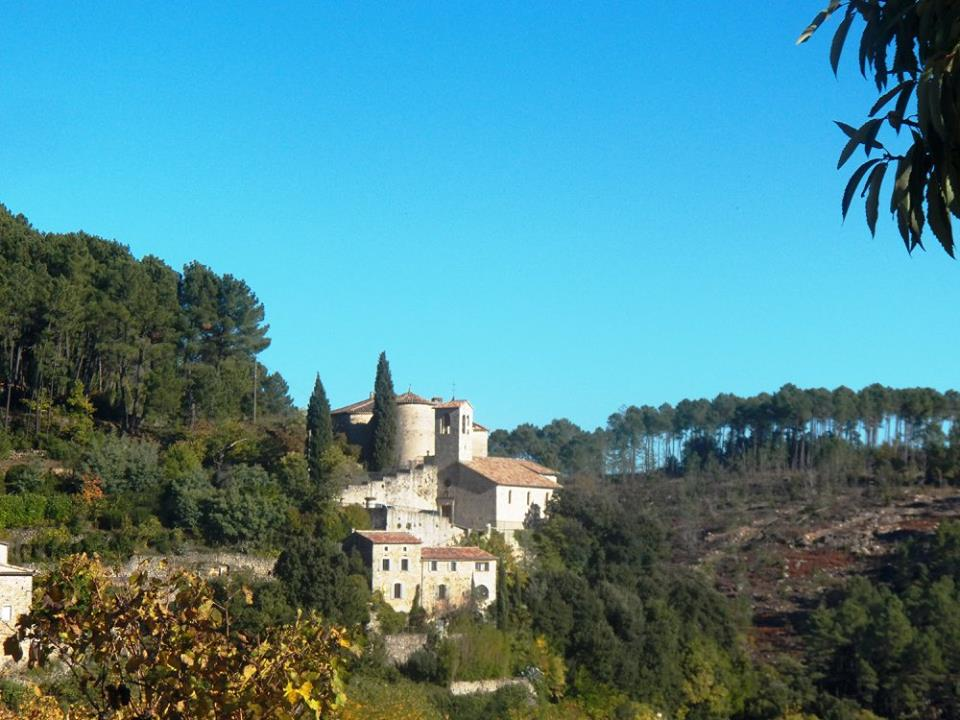
Château et église de Vernon en Ardèche.
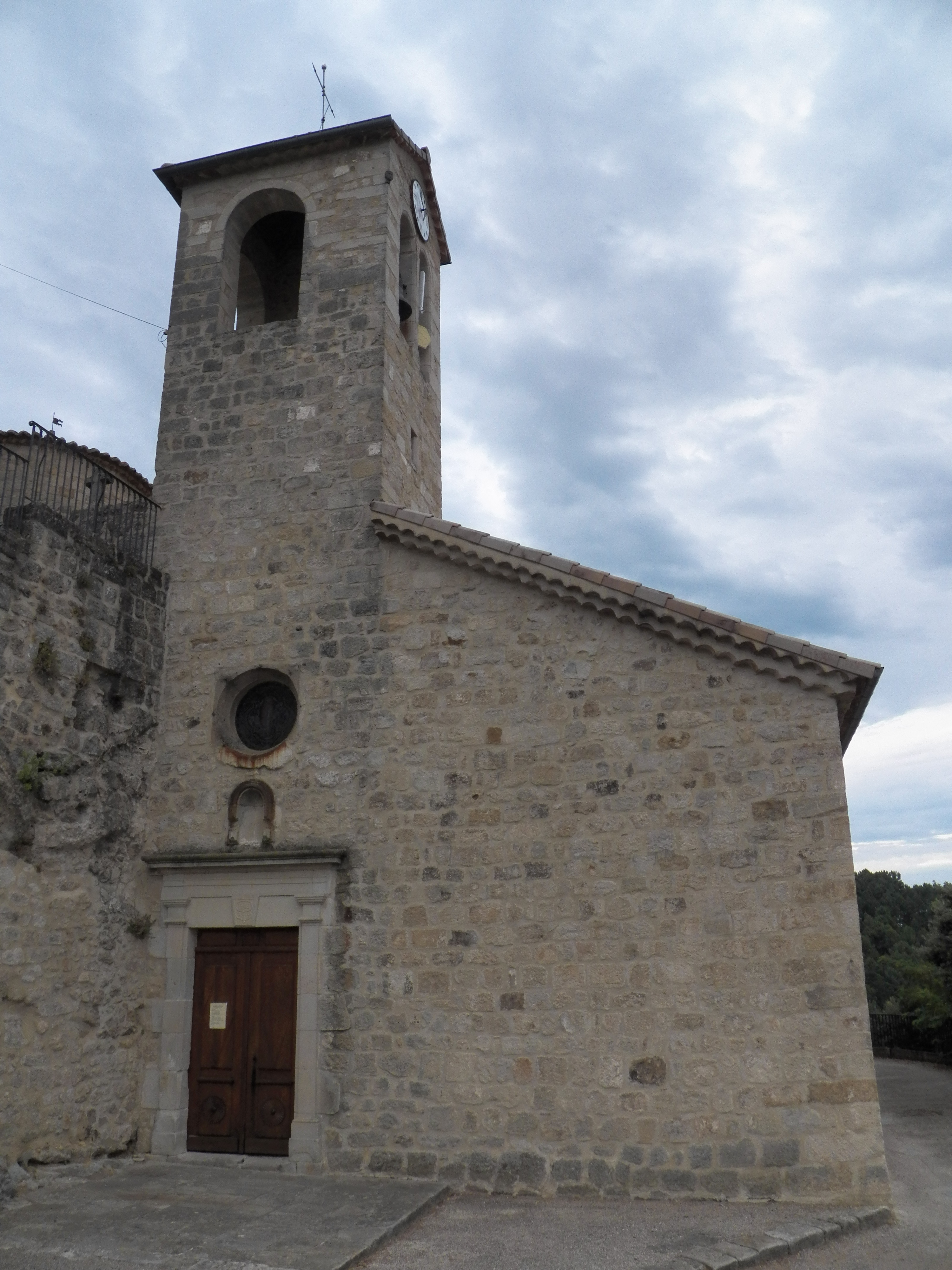
L'église Saint-Michel.
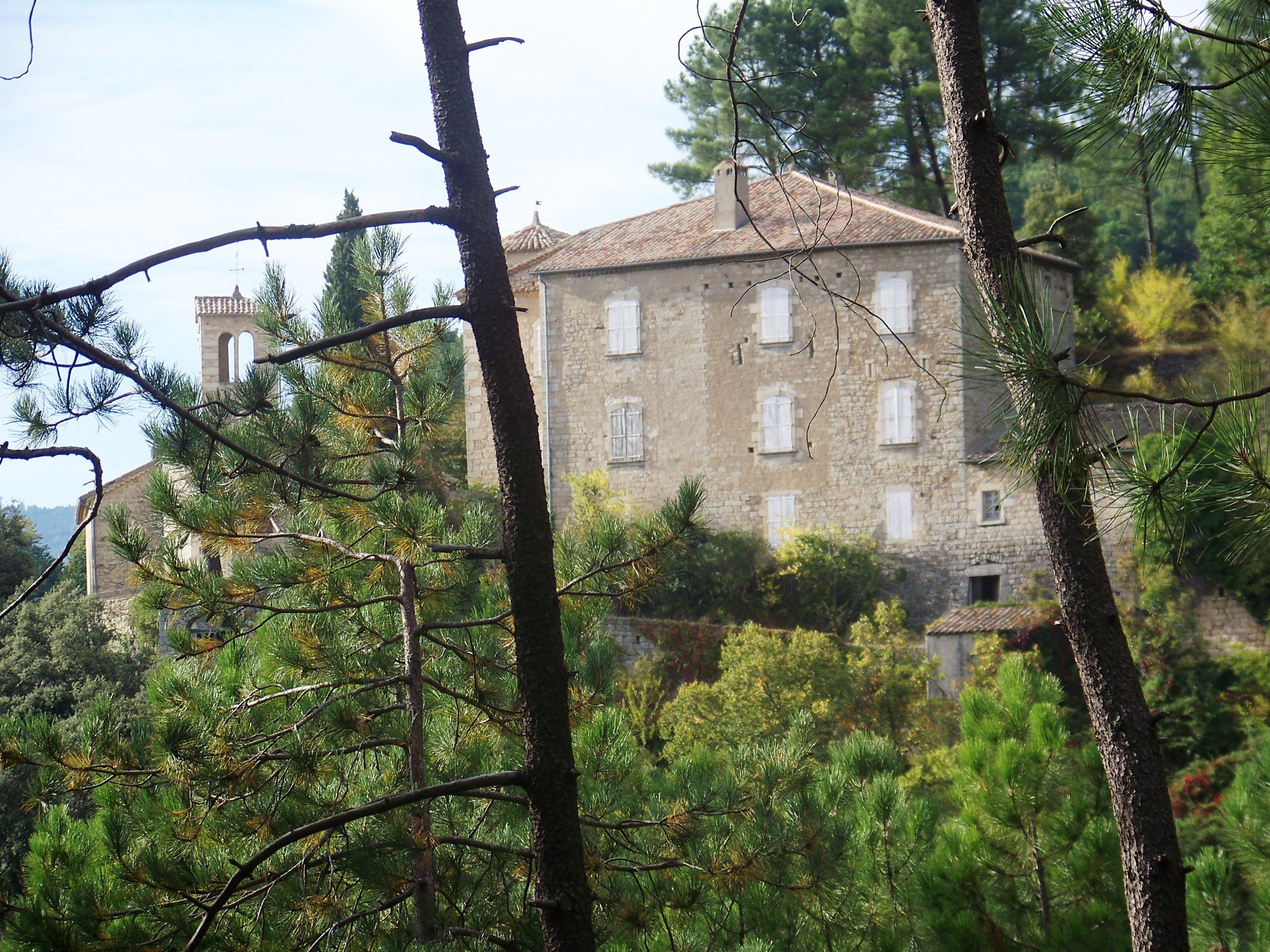
Autre vue sur le château et l'église.

### Personnalités liées à la commune
- Famille de Ginestous

- Famille Dussargues de Vernon.

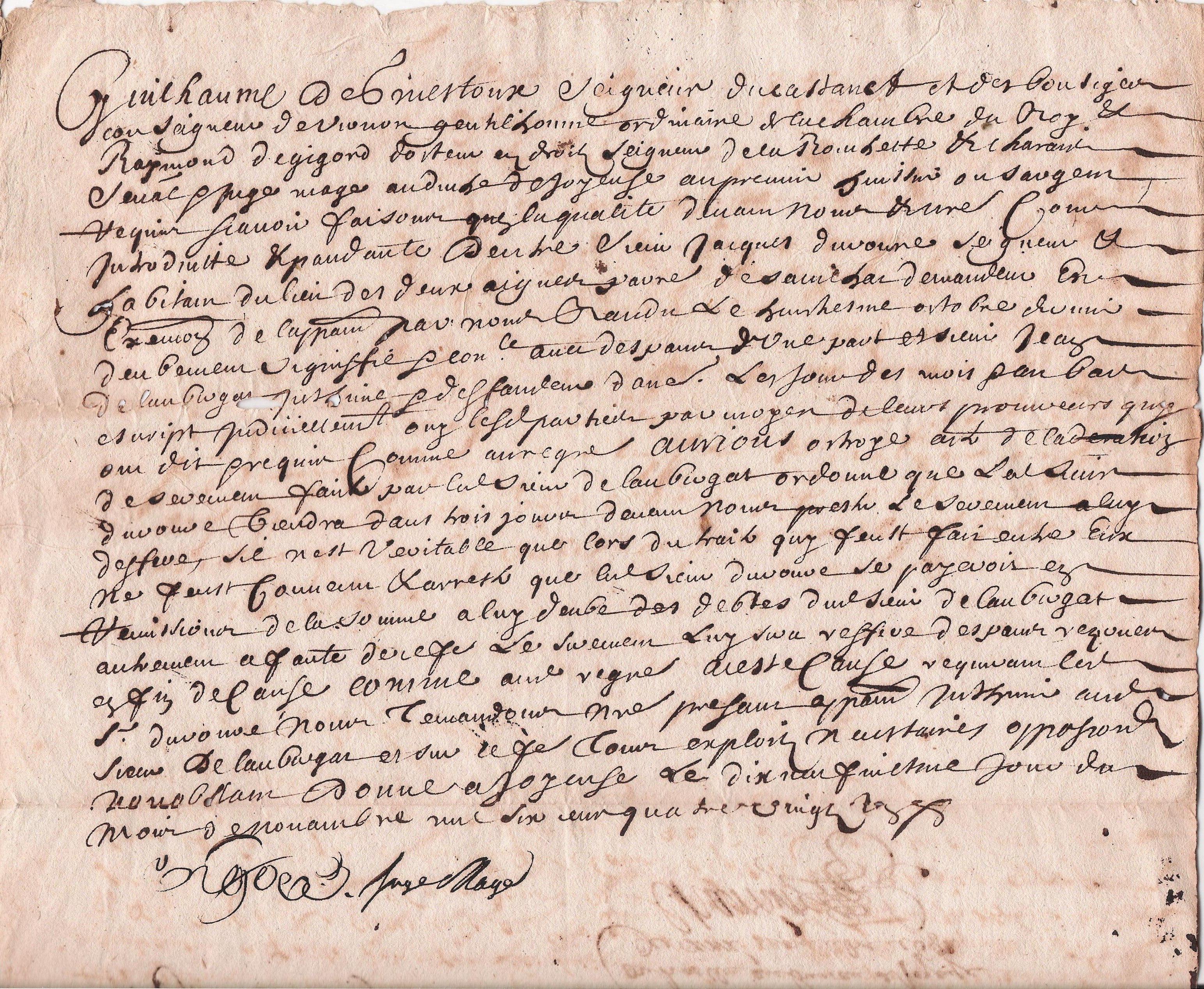
Guillaume de Ginestoux

- Firmin Boissin   né le 17 décembre 1835 à Vernon (Ardèche) et mort en 1893. Il est l'auteur du roman Jan de la Lune, qui se déroule pendant la Révolution française  et les Camps de Jalès.
- Camille Vielfaure[23] qui fut député de l'Ardèche.

## Héraldique
| Blason de Vernon | Blason  | D'azur au château d'or ouvert et ajouré du champ, accosté de trois étoiles d'or, une en chef et deux aux flancs. |
| Blason de Vernon | Détails | Le statut officiel du blason reste à déterminer.                                                                 |